# 매시업 (웹 개발)
매시업(Mashup)은 웹으로 제공하고 있는 정보와 서비스를 융합하여 새로운 소프트웨어나 서비스, 데이터베이스 등을 만드는 것을 말한다.

## 개요
웹 2.0의 구성 요소로 주목을 받고 있다. 구글이나 야후, 마이크로소프트 등이 제공하는 지도 서비스, 인터넷 서점 아마존이 제공하는 상품 정보 등, 자사의 기술을 웹 서비스로서 API를 공개하는 경우가 늘고 있으며, 이들 기능에 독자적인 사용자 인터페이스를 융합하여 새로운 서비스를 제공하고 있다.
미국을 중심으로 다수의 매시업 사례가 등장하여, 범죄 통계 정보, 허리케인 정보, 주유소의 가격정보처럼 실용적인 것에서부터, 온천 정보, UFO 목격 정보, 뉴욕의 영화 위치, 현장정보처럼 취미나 엔터테인먼트에 관한 것까지 여러 종류가 있다. 매시업의 원천이 되는 API의 개발에도 박차가 가해지고 있다.

## 장단점
매시업의 장점은 기존의 자원을 활용하여 만들기 때문에 서비스 구축을 위한 비용이 적게 든다는 점이며, 반면 다른 서비스에 종속되어 있어서 1차 자원의 제공형태에 따라 관리하기가 어렵다는 것이 단점이다.

## 예시
예를 들어 구글 지도에 부동산 매물 정보를 결합한 서비스인 구글의 하우징 맵스 등이 있다.
이러한 서비스의 장점은 자료구축의 비용이나 개발비가 거의 들지 않는다는 장점이있다. 구글이나 야후, 마이크로소프트 등이 제공하는 지도 서비스, 인터넷 서점 아마존이 제공하는 상품정보 등, 자사의 기술을 웹 서비스로서 API를 공개하는 케이스가 늘고 있으며, 이러한 open api들의 기반기술에 독자적인 유저인터페이스나 컨텐츠 등을 융합하여 새로운 서비스가 제공되고 있다.

## 같이 보기
- 공개 API